# Diłok (rejon mukaczewski)
Diłok (ukr. Ділок) – wieś na Ukrainie, w obwodzie zakarpackim, w rejonie mukaczewskim, w hromadzie Czynadijowo. W 2001 liczyła 332 mieszkańców.